# Алгоритм ближайшего соседа в задаче коммивояжёра
Алгоритм ближайшего соседа — один из простейших эвристических алгоритмов решения задачи коммивояжёра. Относится к категории «жадных» алгоритмов.
Формулируется следующим образом:

Пункты обхода плана последовательно включаются в маршрут, причем каждый очередной включаемый пункт должен быть ближайшим к последнему выбранному пункту среди всех остальных, ещё не включенных в состав маршрута.

Алгоритм прост в реализации, быстро выполняется, но, как и другие «жадные» алгоритмы, может выдавать неоптимальные решения. Одним из эвристических критериев оценки решения является правило: если путь, пройденный на последних шагах алгоритма, сравним с путём, пройденным на начальных шагах, то можно условно считать найденный маршрут приемлемым, иначе, вероятно, существуют более оптимальные решения. Другой вариант оценки решения заключается в использовании алгоритма нижней граничной оценки (lower bound algorithm).
Для любого количества городов, большего трёх, в задаче коммивояжёра можно подобрать такое расположение городов (значение расстояний между вершинами графа и указание начальной вершины), что алгоритм ближайшего соседа будет выдавать наихудшее решение.

## Алгоритм
Шаги алгоритма:
1. Поставить все вершины как не посещённые.
2. Выбрать начальную вершину v и пометить её, как посещённую.
3. Выбрать наиближайшую не посещённую смежную вершину u к вершине v.
4. Поставить u как текущую вершину и пометить как посещённую.
5. Если все вершины посещены, то завершить алгоритм. Иначе, вернуться к шагу 3.

На выходе будем иметь последовательность вершин, предположительно оптимального решения.